# رسانه گرم
در فرهنگ ارتباطات، رسانه گرم (به انگلیسی: Hot media) اصطلاحی است برای اشاره به رسانه‌هایی که مخاطب در برخورد با آن‌ها، احتیاج به تمرکز فراوان ندارد؛ برای مثال عکس، رادیو و سینما، وسایل ارتباطی گرم هستند چراکه نحوهٔ انتقال و عرضهٔ پیام و معنی، از وضوح بالا برخوردار است. این اصطلاح را مارشال مک‌لوهان ابداع کرده‌است. طبق آرای او، به رسانه‌هایی عنوان رسانه گرم داده می‌شود که کاربران آن‌ها، نیازی به تمرکز شدید حواس ندارند، و رسانه قادر است بار معنایی خود را به روشنی منتقل سازد.
از جمله رسانه‌هایی که مک‌لوهان در این‌باره نام می‌برد رادیو است.
همچنین مک‌لوهان، جوامع را نیز به دو دستهٔ سرد و گرم تقسیم می‌کند. وی، جوامع کم‌سواد را جامعهٔ سرد و جامعهٔ اروپایی را جامعهٔ گرم می‌نامد.